# Сохино (Костромская область)
Сохино — упразднённая деревня в Ореховском сельском поселении Галичского района Костромской области России. Исключена из учётных данных в 2024 году.

## География
Деревня расположена на берегу реки Ноля.

## История
Согласно Спискам населенных мест Российской империи в 1872 году деревня относилась к 1 стану Галичского уезда Костромской губернии. В ней числилось 26 дворов, проживало 89 мужчин и 136 женщин.
Согласно переписи населения 1897 года в деревне проживало 254 человека (103 мужчины и 151 женщина).
Согласно Списку населенных мест Костромской губернии в 1907 году деревня относилась к Котельской волости Галичского уезда Костромской губернии. По сведениям волостного правления за 1907 год в ней числилось 60 крестьянских дворов и 305 жителей. Основным занятием жителей деревни, помимо земледелия, был плотницкий промысел.
До муниципальной реформы 2010 года деревня также входила в состав Ореховского сельского поселения.

## Население
| 2008 | 2010 | 2012 | 2014 |
| ---- | ---- | ---- | ---- |
| 0    | →0   | →0   | →0   |